# Districte de Lilla
El Districte de Lilla és un dels sis districtes amb què es divideix el departament francès del Nord, a la regió dels Alts de França. Té 28 cantons i 126 municipis. El cap del districte és la prefectura de Lilla.

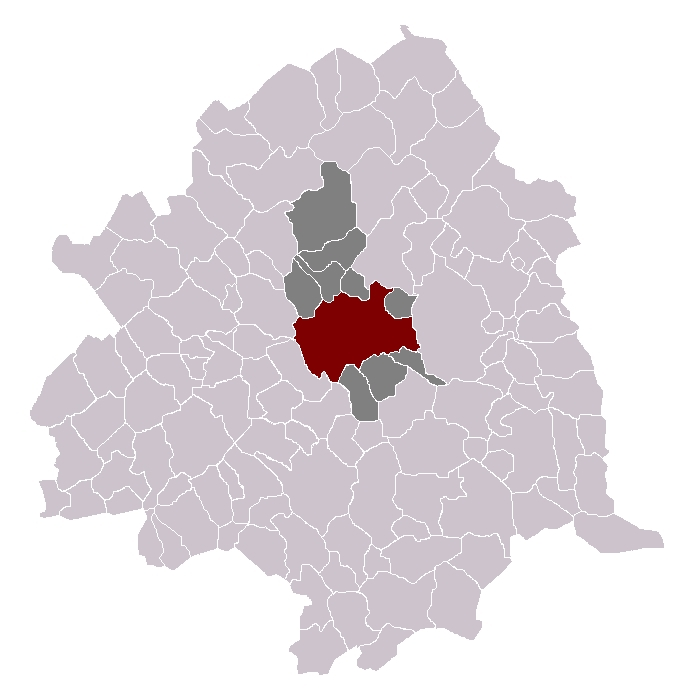
Els cantons de Lilla (inclòs el de Lomme) al districte

## Cantons
cantó d'Armentières - cantó de La Bassée - cantó de Cysoing - cantó d'Haubourdin - cantó de Lannoy - cantó de Lilla-Centre - cantó de Lilla-Est - cantó de Lilla-Nord - cantó de Lilla-Nord-Est - cantó de Lilla-Oest - cantó de Lilla-Sud - cantó de Lilla-Sud-Est - cantó de Lilla-Sud-Oest - cantó de Lomme (part del municipi de Lilla) - cantó de Marcq-en-Barœul - cantó de Pont-à-Marcq - cantó de Quesnoy-sur-Deûle - cantó de Roubaix-Centre - cantó de Roubaix-Est - cantó de Roubaix-Nord - cantó de Roubaix-Oest - cantó de Seclin-Nord - cantó de Seclin-Sud - cantó de Tourcoing-Nord - cantó de Tourcoing-Nord-Est - cantó de Tourcoing-Sud - cantó de Villeneuve-d'Ascq-Nord - cantó de Villeneuve-d'Ascq-Sud